# Alexander Ignatius Roche

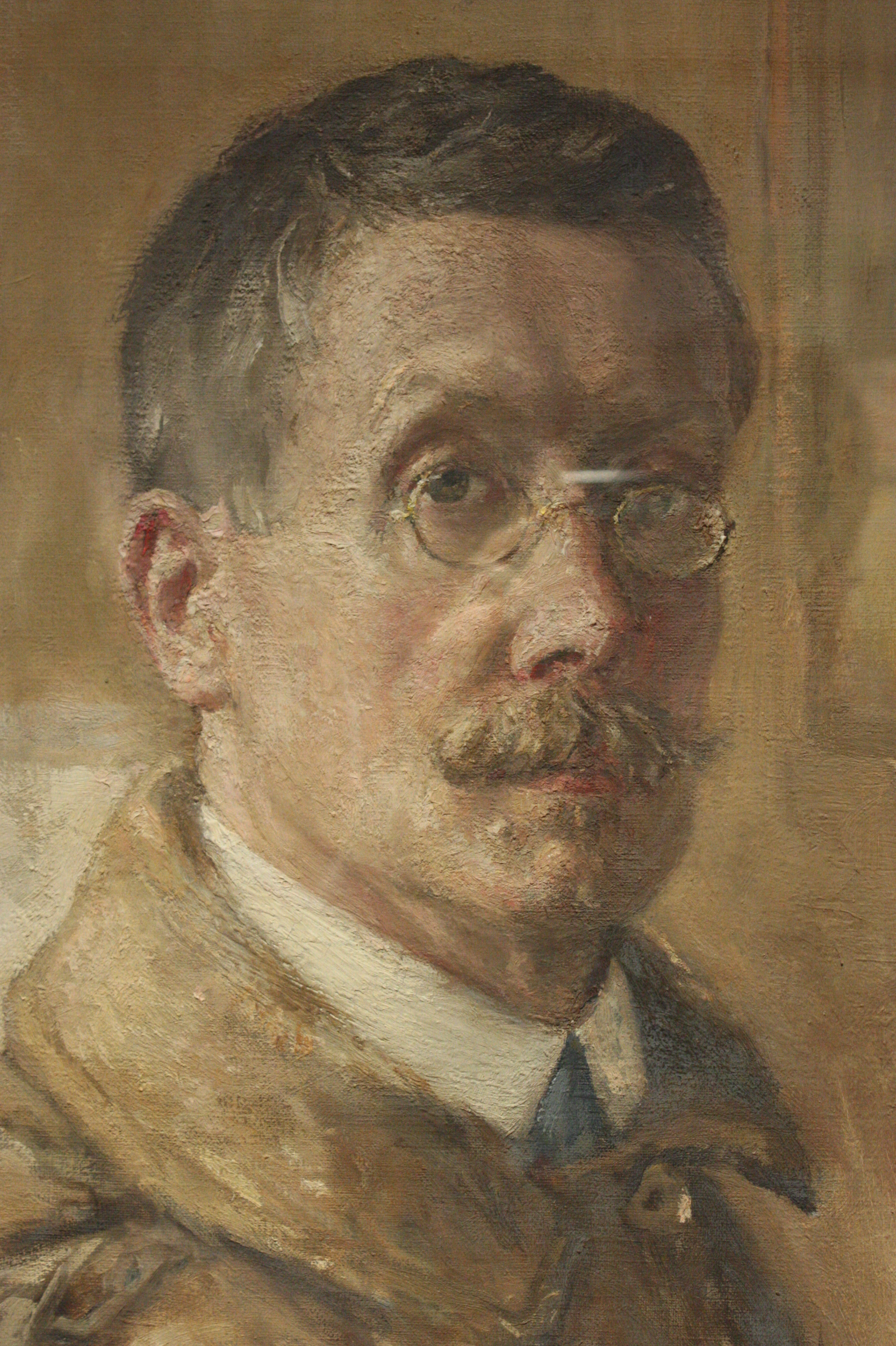
Alexander Ignatius Roche, autoportrait vers 1910.

Alexander Ignatius Roche (17 août 1861 – 10 mars 1921)  est un artiste écossais de la fin du XIXe siècle et une figure importante du groupe des « Glasgow Boys ».

## Biographie
Alexander Ignatius Roche est né dans le quartier de Gallowgate à Glasgow, d'Alexander Roche, chapelier.
Il est scolarisé à la St Mungo's Academy dans le quartier de Bridgeton à Glasgow.
Suivant d'abord des études d'architecture, il s'oriente ensuite vers les beaux-arts, étudiant à la Glasgow School of Art et à partir de 1881 à l'école des Beaux-Arts de Paris, où il est formé par Gustave Boulanger et Jean-Léon Gérôme. Il se lie d'amitié avec William Kennedy, John Lavery, Thomas Millie Dow et William Stott.
Au début des années 1880, il a rejoint la colonie d'artistes écossais à Grez-sur-Loing au sud de Fontainebleau.
À son retour en Écosse en 1885, il rejoint les Glasgow Boys et travaille sur les peintures murales de l'Exposition internationale de 1888.
En 1888, il effectue un voyage à Capri où il se lie d'amitié avec Fabio Fabbi et Harold Speed.  Les années suivantes, il visite Venise et Florence et épouse une italienne lors de son dernier séjour. Ce mariage est de courte durée, toutefois comme les deux étaient catholiques, il semble ne jamais y avoir eu de divorce.
En 1896, il déménage de Glasgow à Édimbourg et commence à s'éloigner des Glasgow Boys. Son travail évolue de la représentation des grands paysages vers celle des portraits.
En 1906, il se remarie, avec Jean Alexander, fille du peintre Robert Alexander. Au cours de cette période, ils sont amis avec l'artiste Joseph Crawhall.

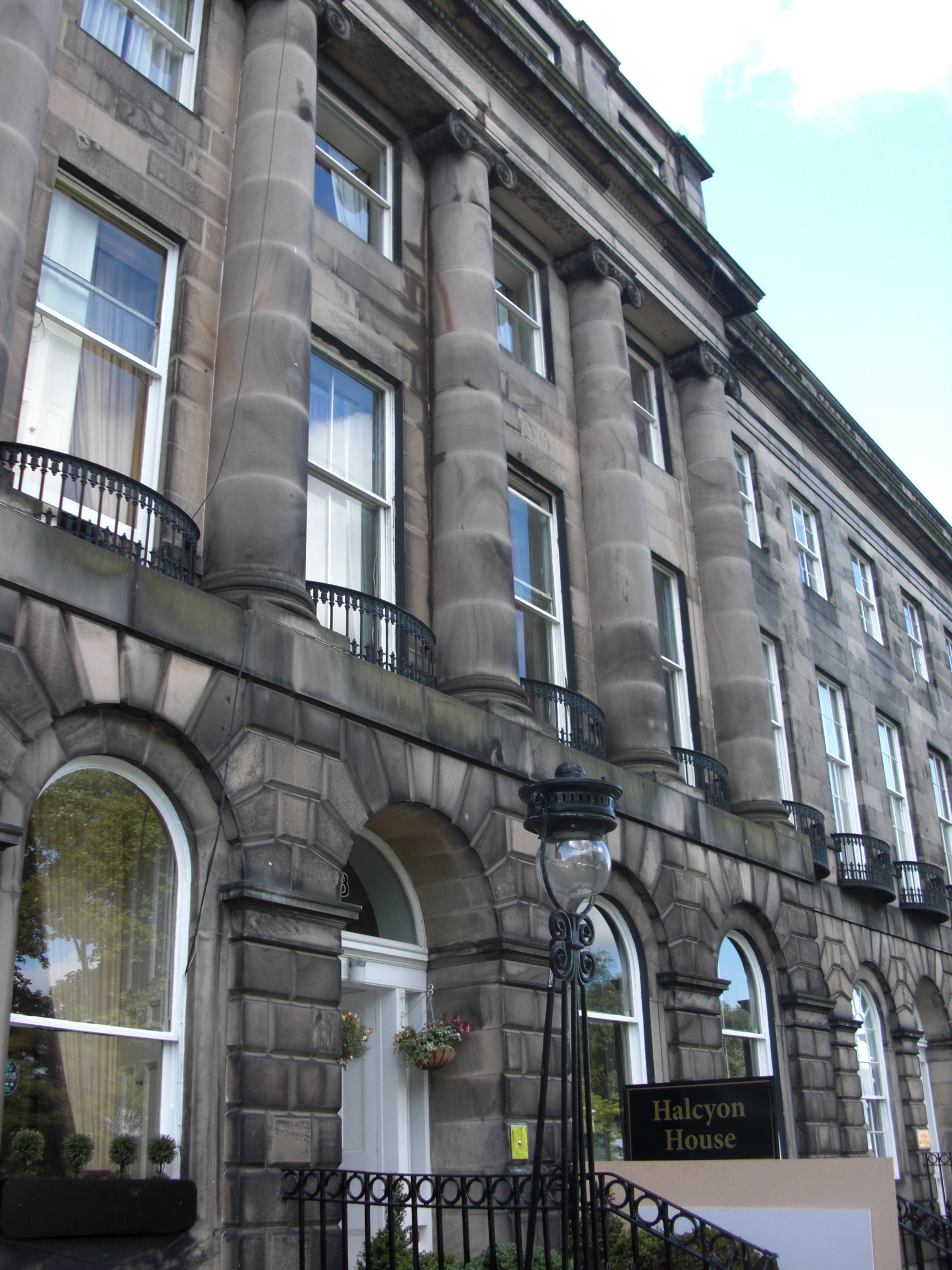
Résidence de Roche au 8 Royal Terrace à Édimbourg.

De 1907 à 1914, ils vivent dans une prestigieuse propriété d'Édimbourg, au 8 Royal Terrasse, sur Calton Hill.
Autour de 1910, une hémorragie cérébrale cause la perte de l'usage de sa main droite et il doit apprendre à peindre avec la gauche.

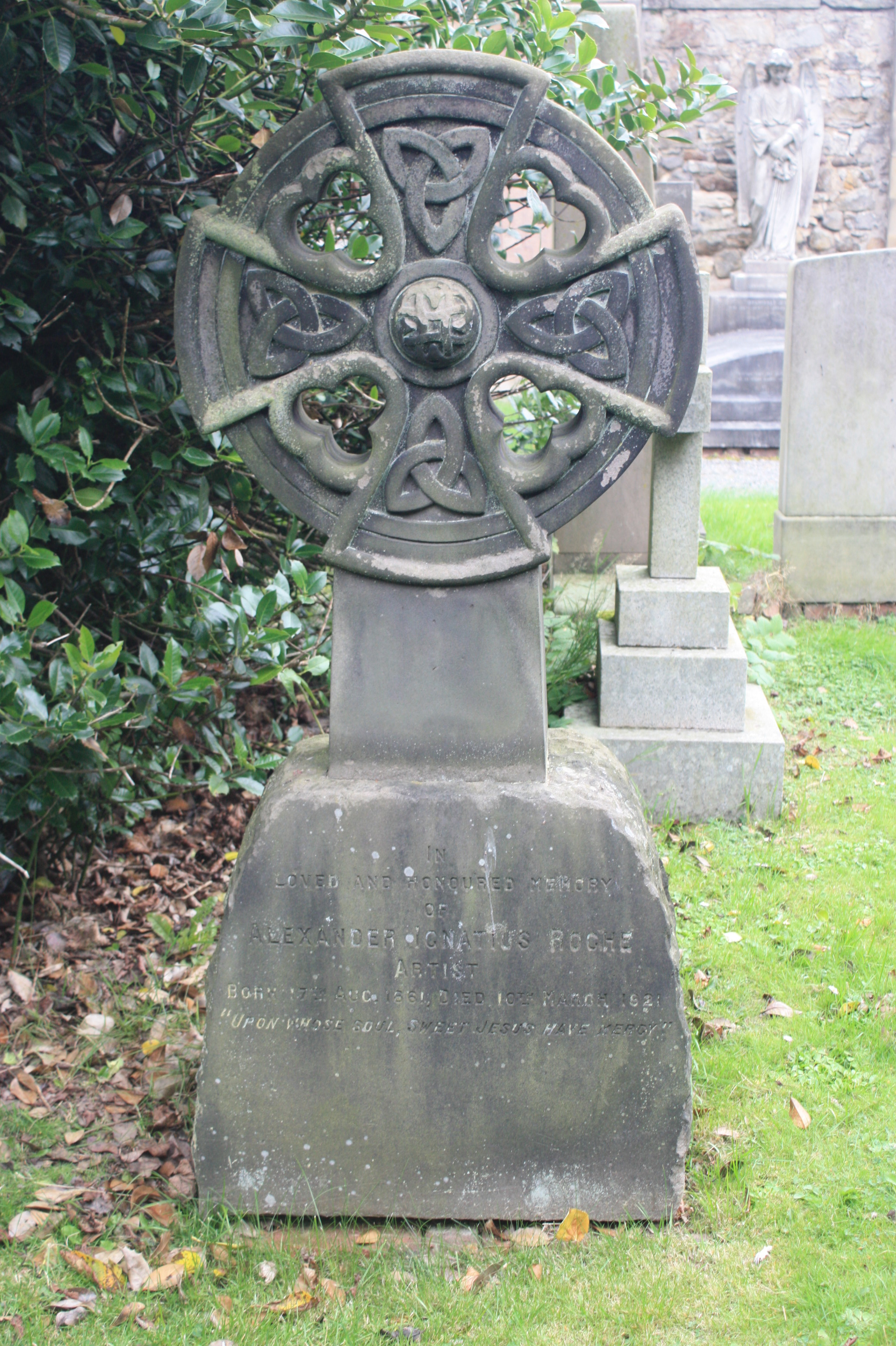
Tombe d'Alexander Ignatius Roche au Dean Cemetery à Édimbourg.

Il meurt à Hailes Cottage dans le quartier de Slateford à Édimbourg. Il est inhumé dans le Dean Cemetery près du coin nord-est de l'ancien cimetière.

## Œuvres
Roche a exposé à la Royal Scottish Academy à partir de 1887 et à la Royal Academy of Arts de 1890 à 1919.
Ses principales oeuvres sont :
- The Dominie’s Favourites (1885)
- The Shepherdess (1890)
- Head of a Young Girl (1890), exposé à la Hunterian Museum and Art Gallery
- Mrs Roberts (1895)
- Portrait de la famille d'Andrew Carnegie (c.1900)
- Margaret (1900), exposé à la Royal Scottish Academy
- Lady Reid (1908), exposé à l'Aberdeen Art Gallery
- Sir William Alexander Smith, fondateur des Boys’ Brigade (c.1910)
- River Ouse (1918), exposé à la Kelvingrove Art Gallery
- Le Chateau Gaillard, exposé à la Hunterian Museum and Art Gallery
- Corfe Castle
- Afternoon Sunshine, St Monans
- St Monans Kirk, exposé à Kirkcaldy Galleries
- Une poissonnière de Newhaven (coll. Fleming)
- Sir Robert Cranston
- Pittenweem, Fife
- The Prison Gate, Mogador, Maroc
- The Old Fisherman, Scottish National Gallery
- Girl in a Red Hat
- Autoportrait
- The Red Lion Inn
- Woodland and River
- The Convict Ship, Hunterian Museum and Art Gallery
- William Elphinstone Malcolm of Burnfoot (1907), exposé à la mairie de Langholm
- Flora Clift Stevenson
- Grez
- Thomas Littlejohn Galbraith, Town Clerk[3]

## Distinctions
- Médaille d'Or, Munich (1891)
- Mention Honorable, Salon de Paris, (1892)
- Médaille d'Or, Dresde (1897)
- Élu ARSA en 1894
- Élu RSA en 1900